# Geely Galaxy
Geely Galaxy (xinès: 吉利银河, Jílì yínhé) és una línia de productes i una xarxa de concessionaris de Geely Auto, que és una subsidiària de Zhejiang Geely Holding. Presentat el febrer de 2023, Geely Galaxy està especialitzat en vehicles vehicles d'energia nova (híbrid endollable i vehicles elèctrics a bateria).

## Història
El febrer de 2023, en un esdeveniment de llançament a Hangzhou, Xina, Geely Auto va presentar la seva nova línia de productes, anomenada Geely Galaxy, juntament amb una línia de set vehicles. que es posarà en marxa el 2025, amb la intenció d'oferir NEV de luxe que omplissin el buit entre la sèrie Geometry de preu mitjà de Geely i la seva marca premium Zeekr. El seu primer model de producció, el L7, també es va presentar en aquest esdeveniment, així com la berlina conceptual Galaxy Light. La prevenda del segon model de Galaxy, el L6, va començar al saló de l'automòbil de Chengdu l'agost de 2023. El tercer model de Galaxy, el E8, té un gran semblança amb el concepte Galaxy Light mostrat a l'esdeveniment de llançament, was officially launched in January 2024.
L'octubre de 2024, durant el llançament del Geely Xingyuan, el CEO de Geely Auto Group, Gan Jiayue, va anunciar que Geely Geometry s'ha fusionat amb Geely Galaxy. Dins de la marca i xarxa de concessionaris Geely Galaxy, Geome es posiciona com una "sèrie de cotxes petits de boutique intel·ligent".

## Productes

### Models actuals
L'octubre de 2024, Geely va anunciar la fusió de tots els models Geely Geometry anteriors a la xarxa de concessionaris Galaxy com a "Xarxa B", mentre que els concessionaris anteriors de Geely Galaxy es van convertir en "Xarxa A".
- Geely Galaxy L7 (2023-present), compact SUV, PHEV
- Geely Galaxy L6 (2023-present), compacte sedan, PHEV
- Geely Galaxy E8 (2024-present), mid-size berlina, BEV
- Geely Galaxy E5 (2024-present), compact SUV, BEV
- Geely Galaxy Xingjian 7 (per començar), SUV compacte
- Geely Panda Mini EV (2022-present), cotxe urbà, BEV
- Geometry A/A Pro/G6 (2019-present), berlina compacta, variant BEV de Geely Emgrand GL
- Geometry C/M6 (2019-present), SUV compacte, variant BEV de Geely Emgrand GS
- Geometry E (2022-present), SUV subcompacte, BEV
- Geely Xingyuan (2024-present), subcompact hatchback, BEV

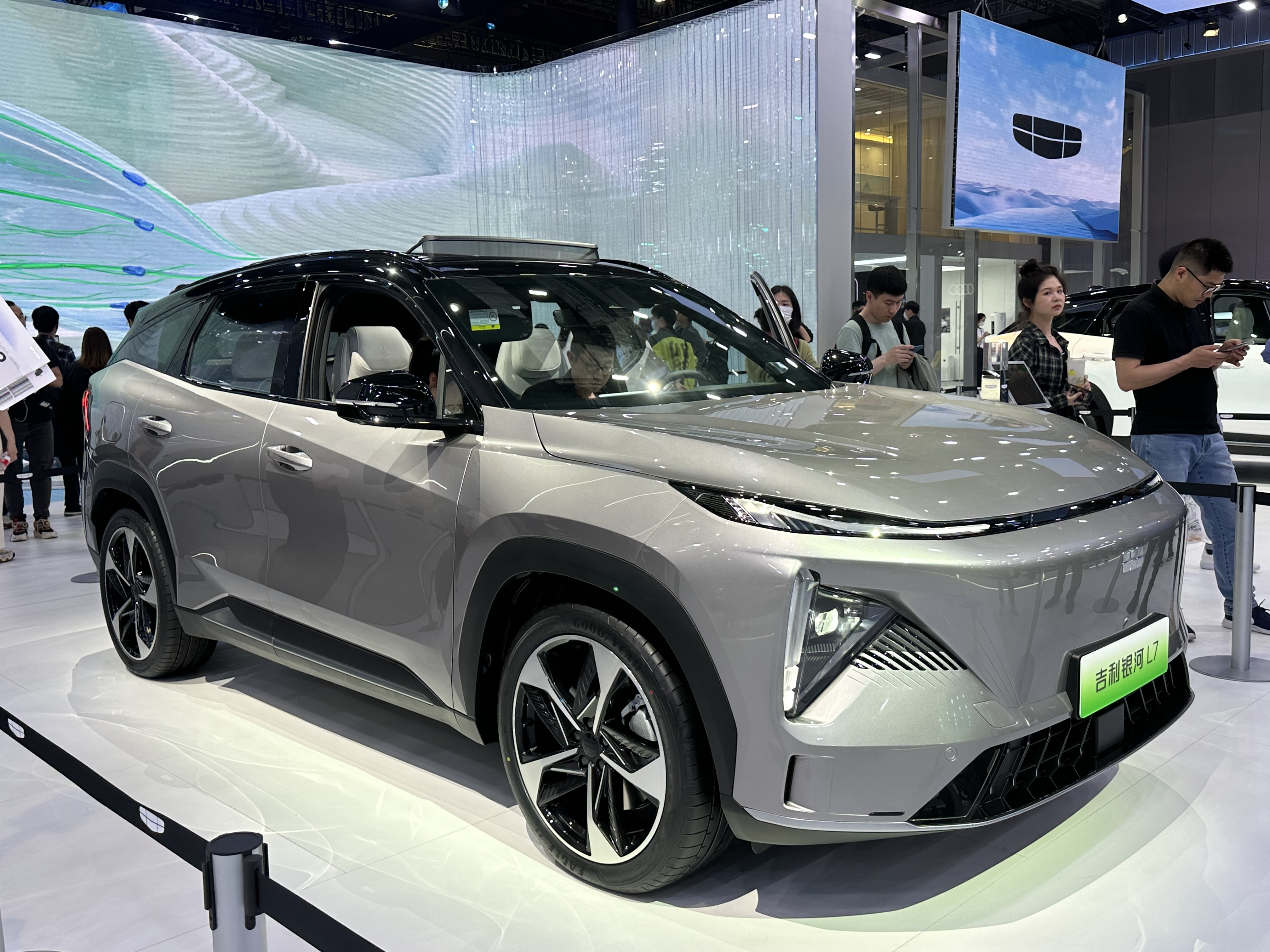
Geely Galaxy L7
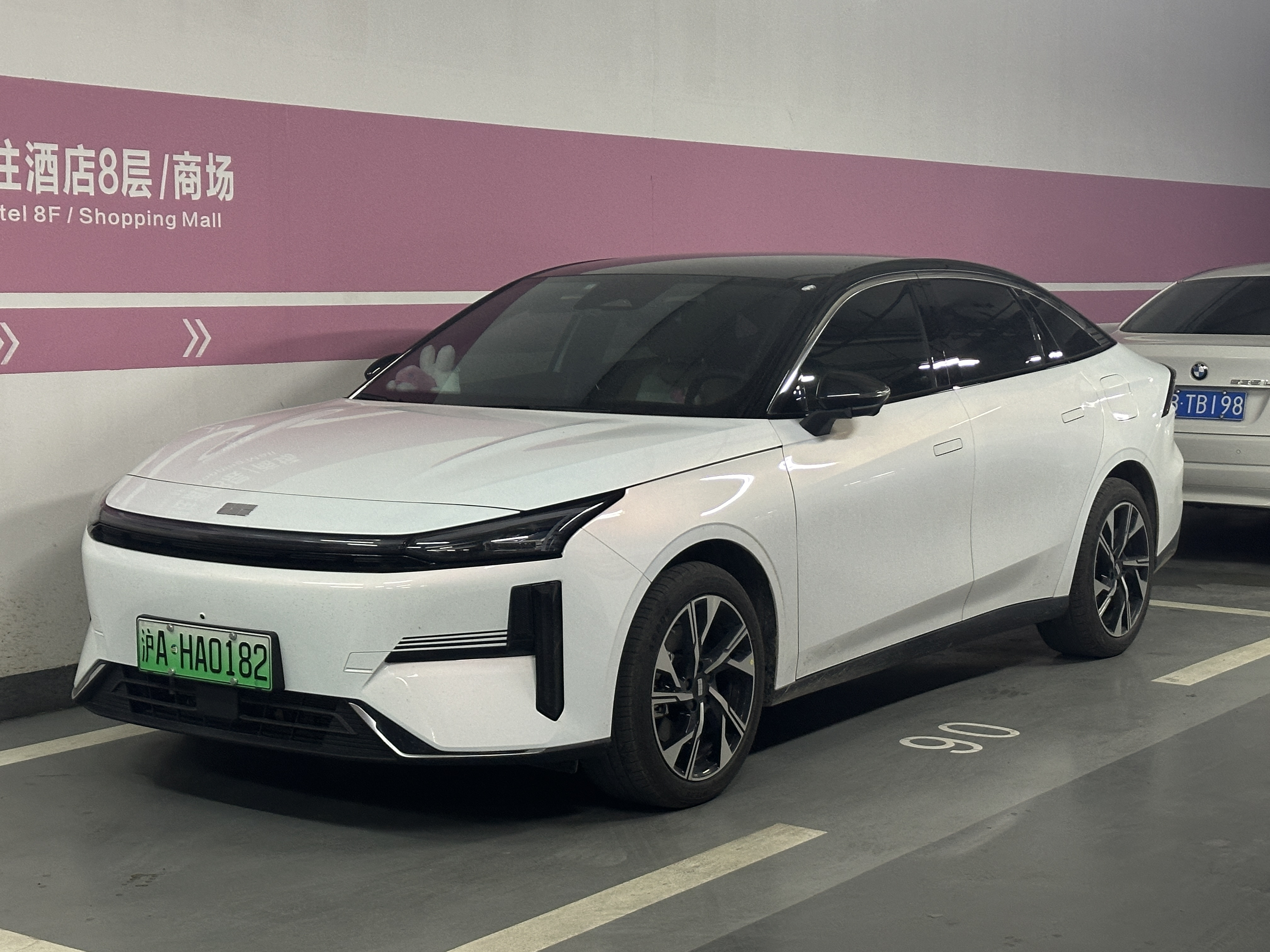
Geely Galaxy L6
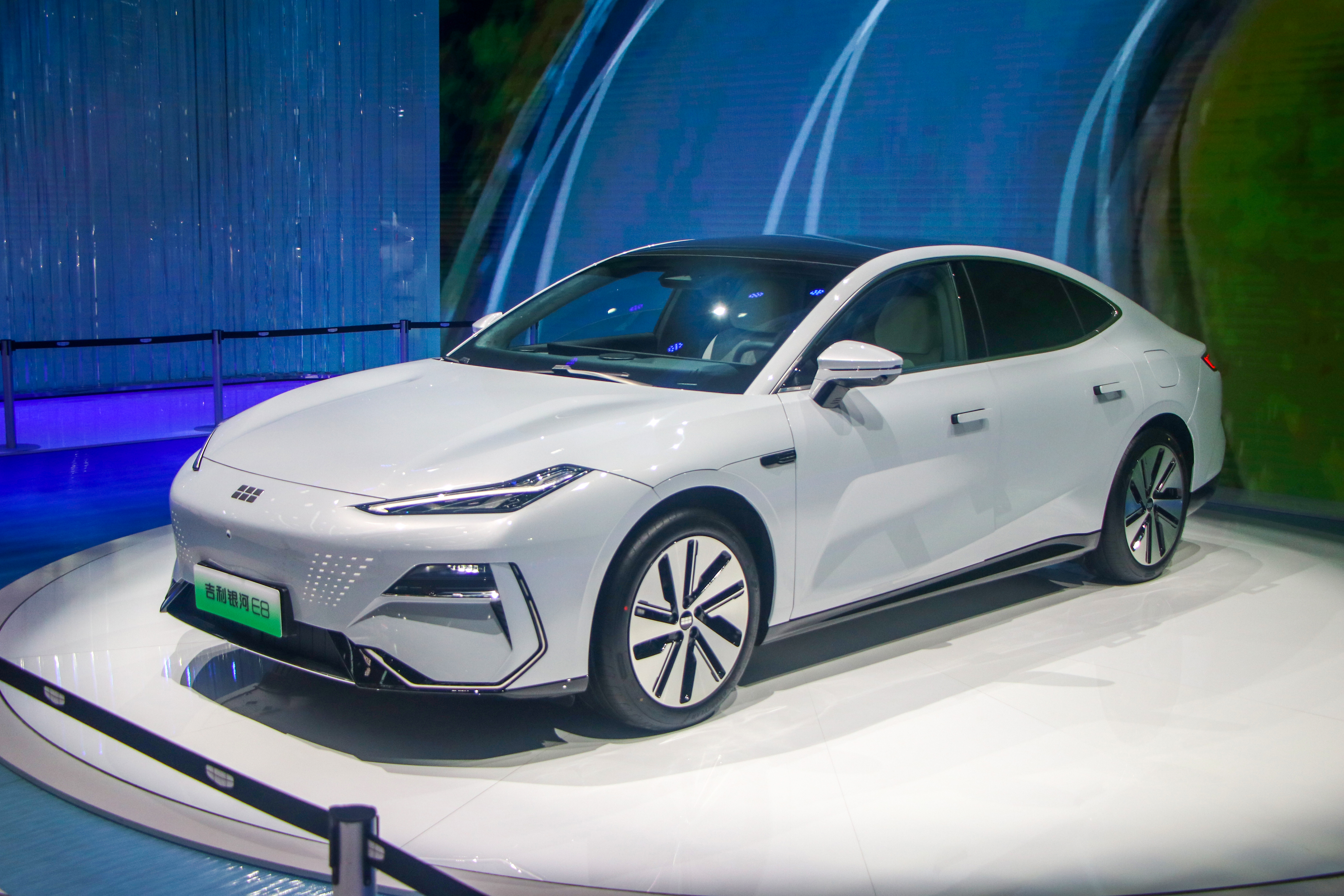
Geely Galaxy E8
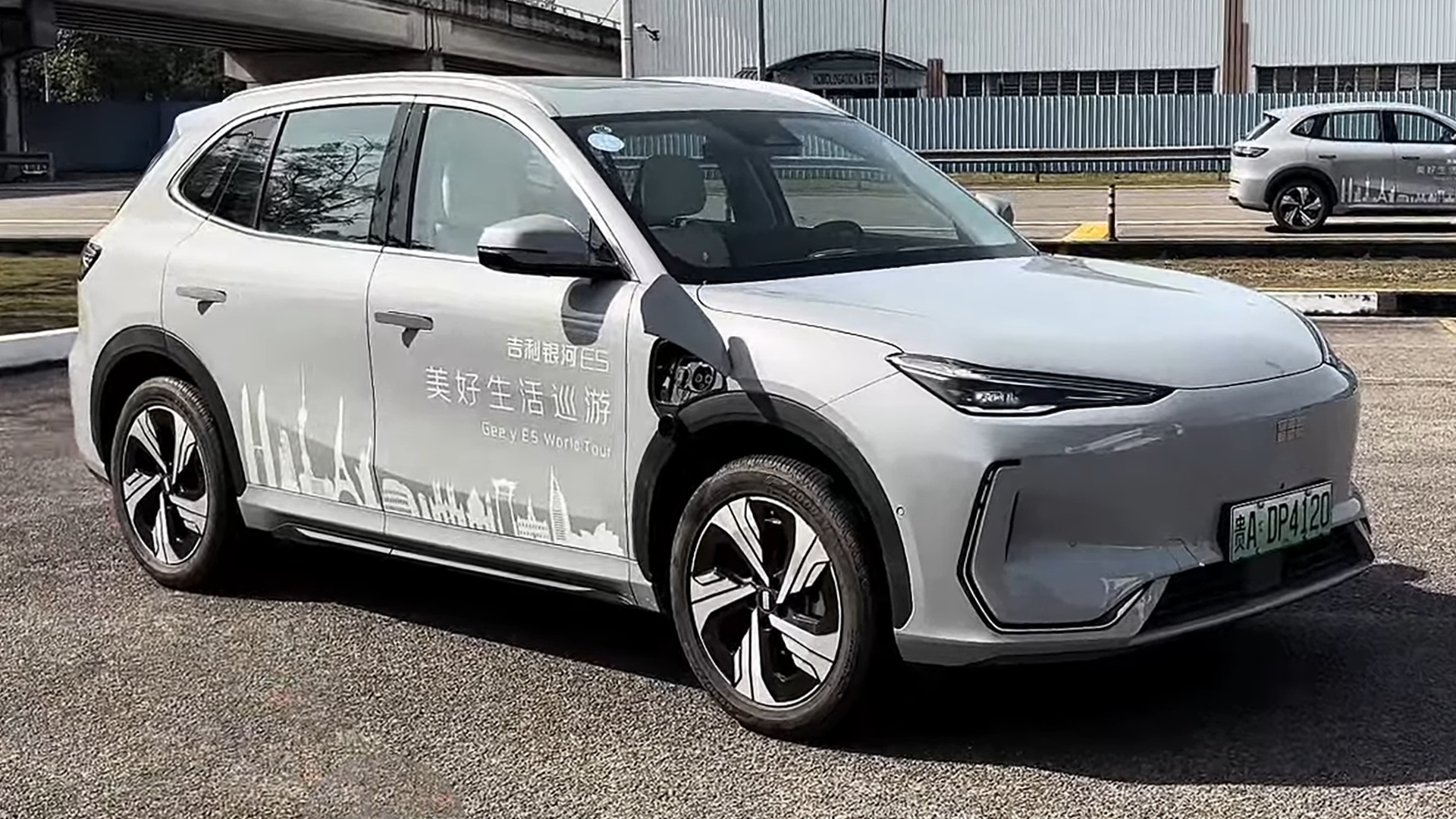
Geely Galaxy E5
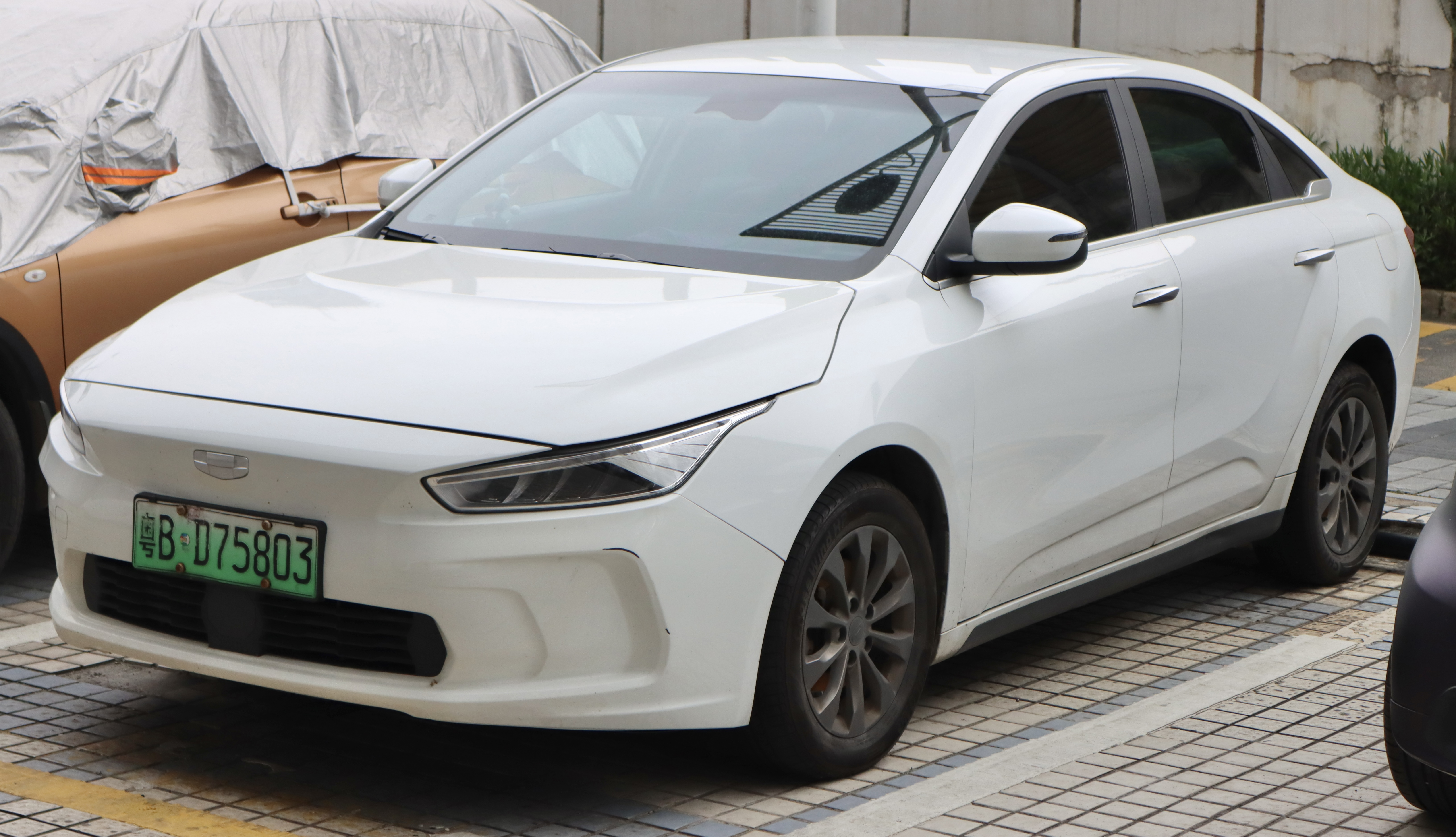
Geometry A
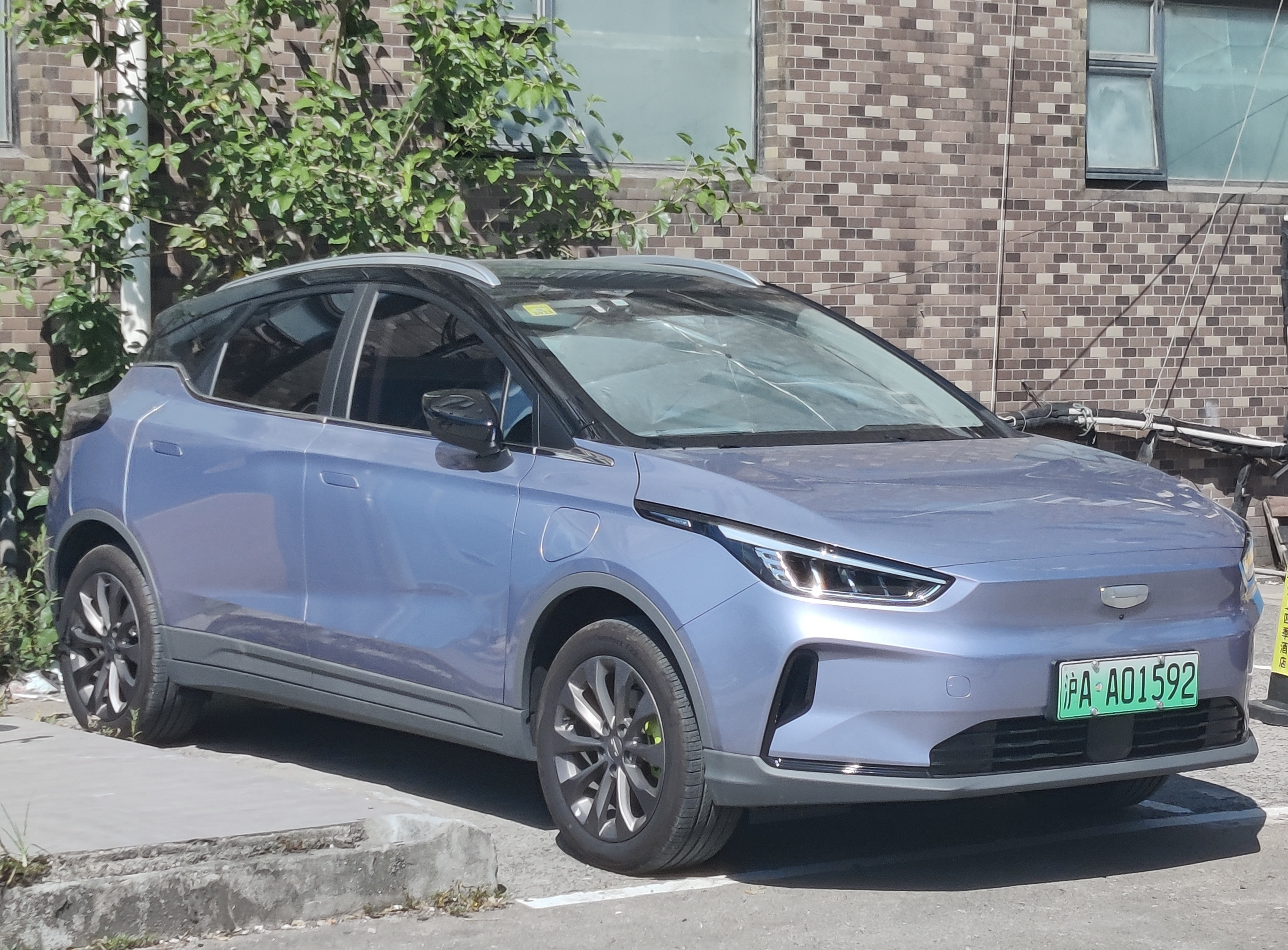
Geometry C
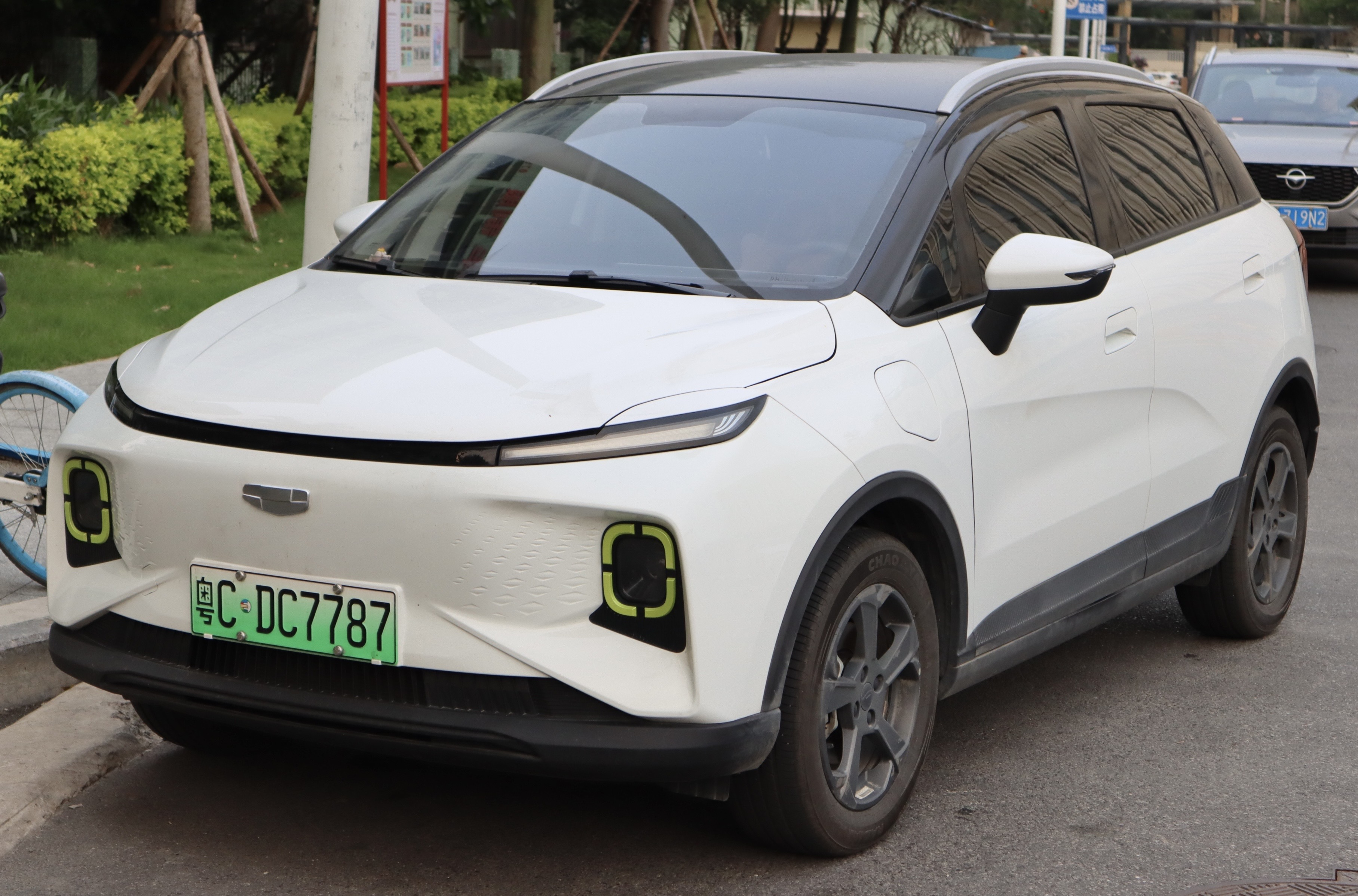
Geometry E
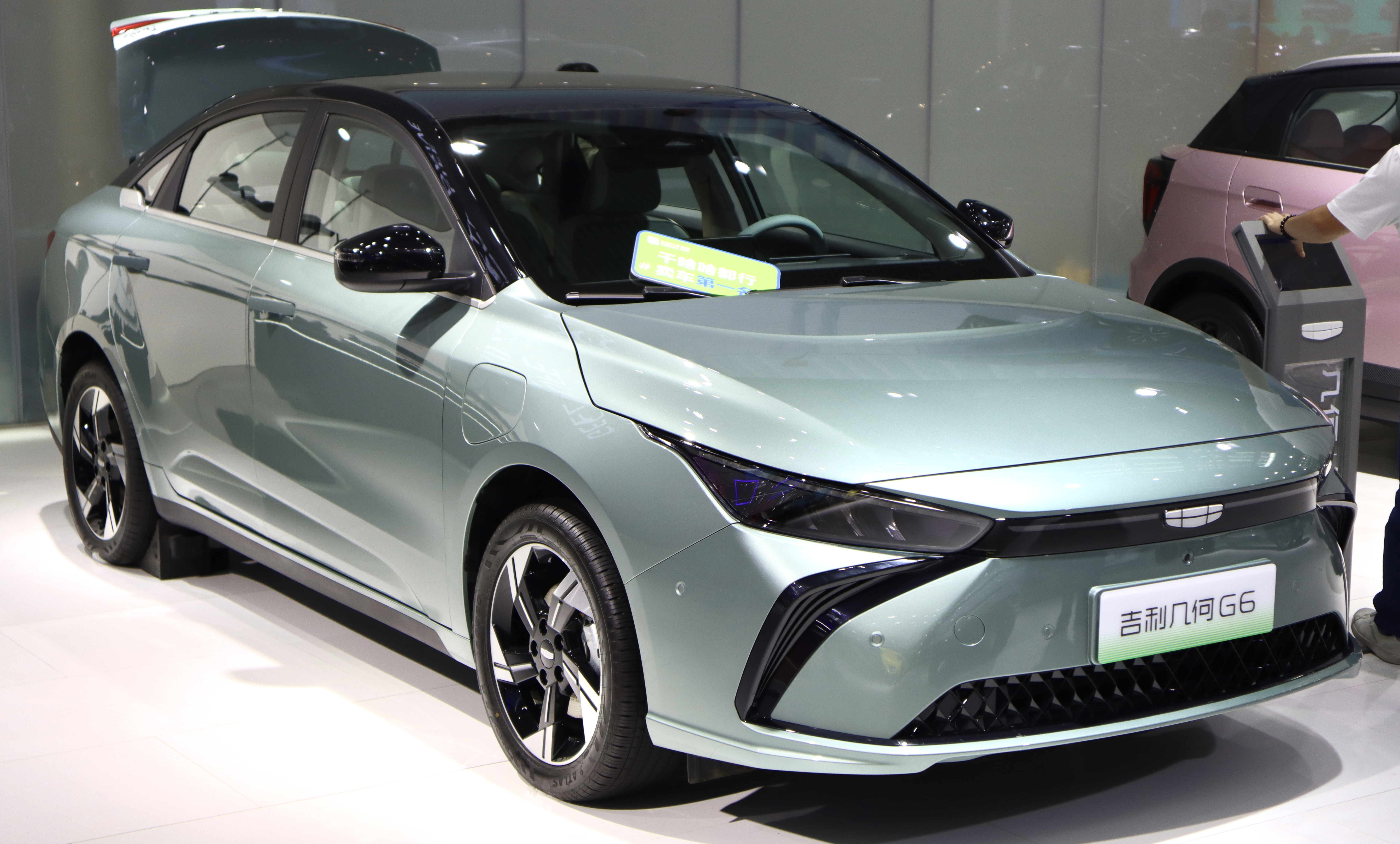
Geometry G6
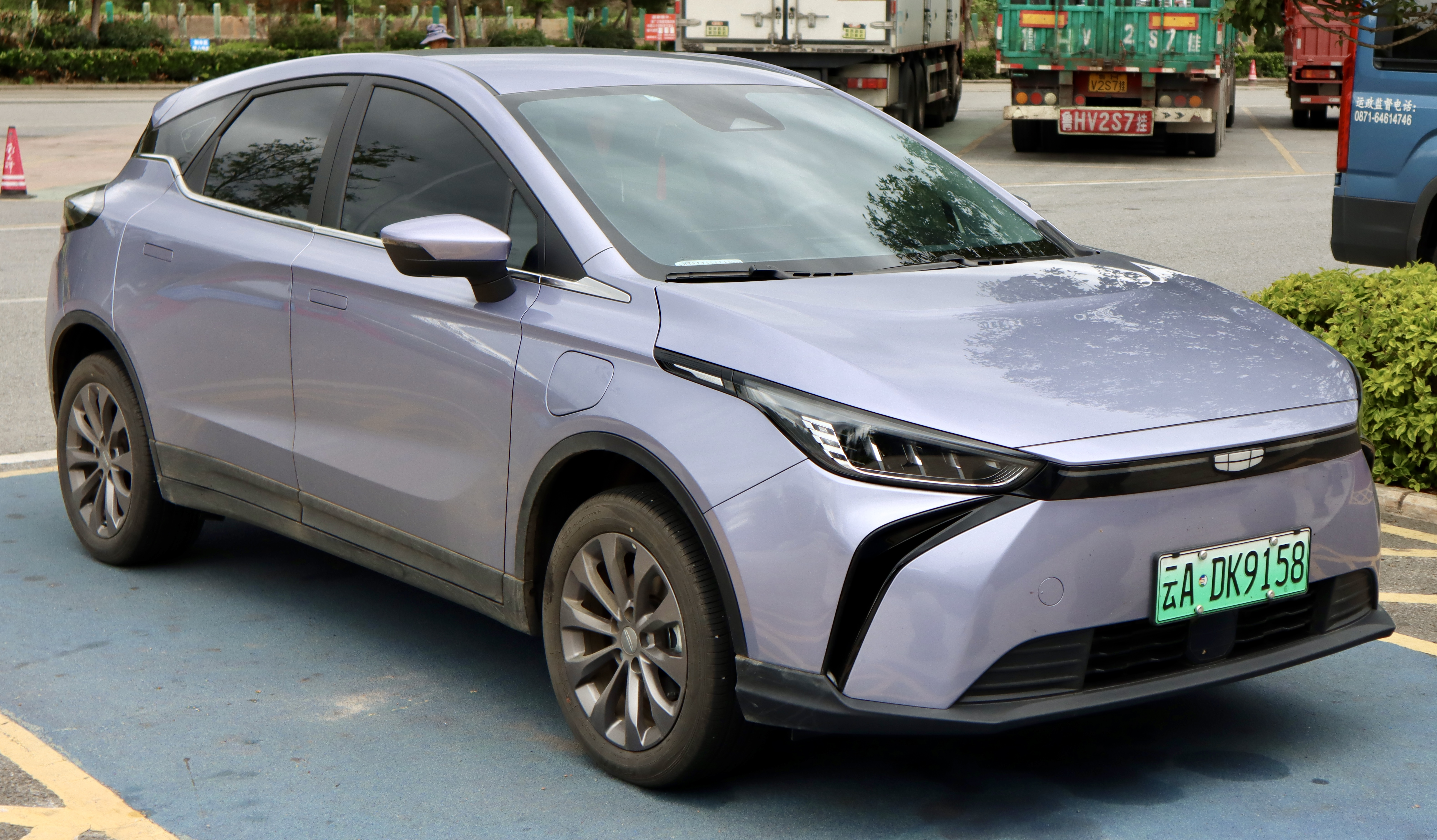
Geometry C/M6
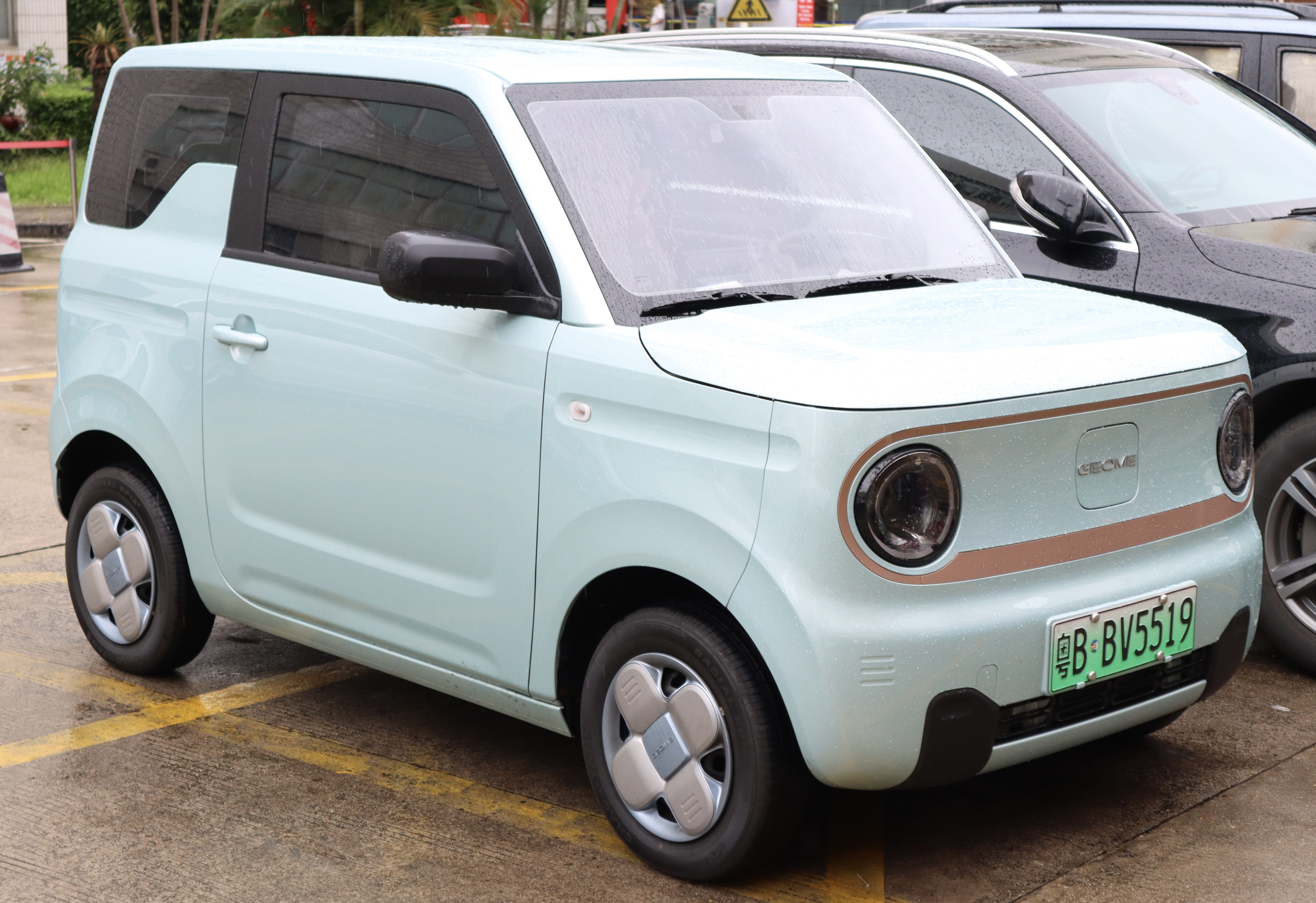
Geely Panda Mini EV

### Models conceptuals
- Geely Galaxy Light, berlina de mida mitjana[9]
- Geely Galaxy Starship, SUV de mida completa

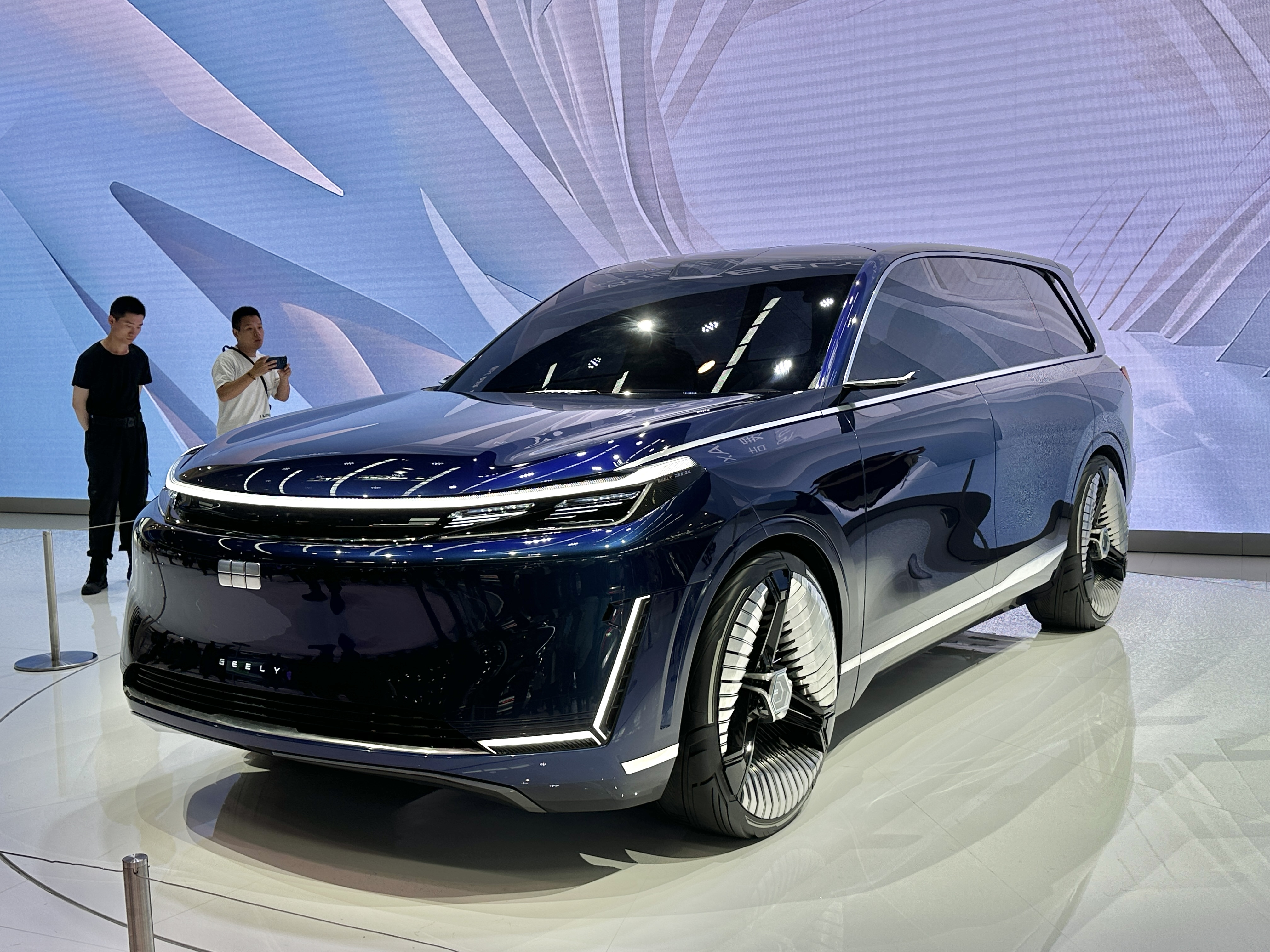
Geely Galaxy Starship